# Lucie Adelsberger
Lucie Adelsberger (geboren am 12. April 1895 in Nürnberg; gestorben am 2. November 1971 in New York) war eine deutsche Fachärztin für Kinderheilkunde sowie Innere Medizin mit dem Forschungsschwerpunkt Allergologie und Überlebende des Holocaust. Sie wurde aufgrund ihrer jüdischen Herkunft in das KZ Auschwitz deportiert, wo sie als Häftlingsärztin im KZ Auschwitz-Birkenau tätig war.

## Leben

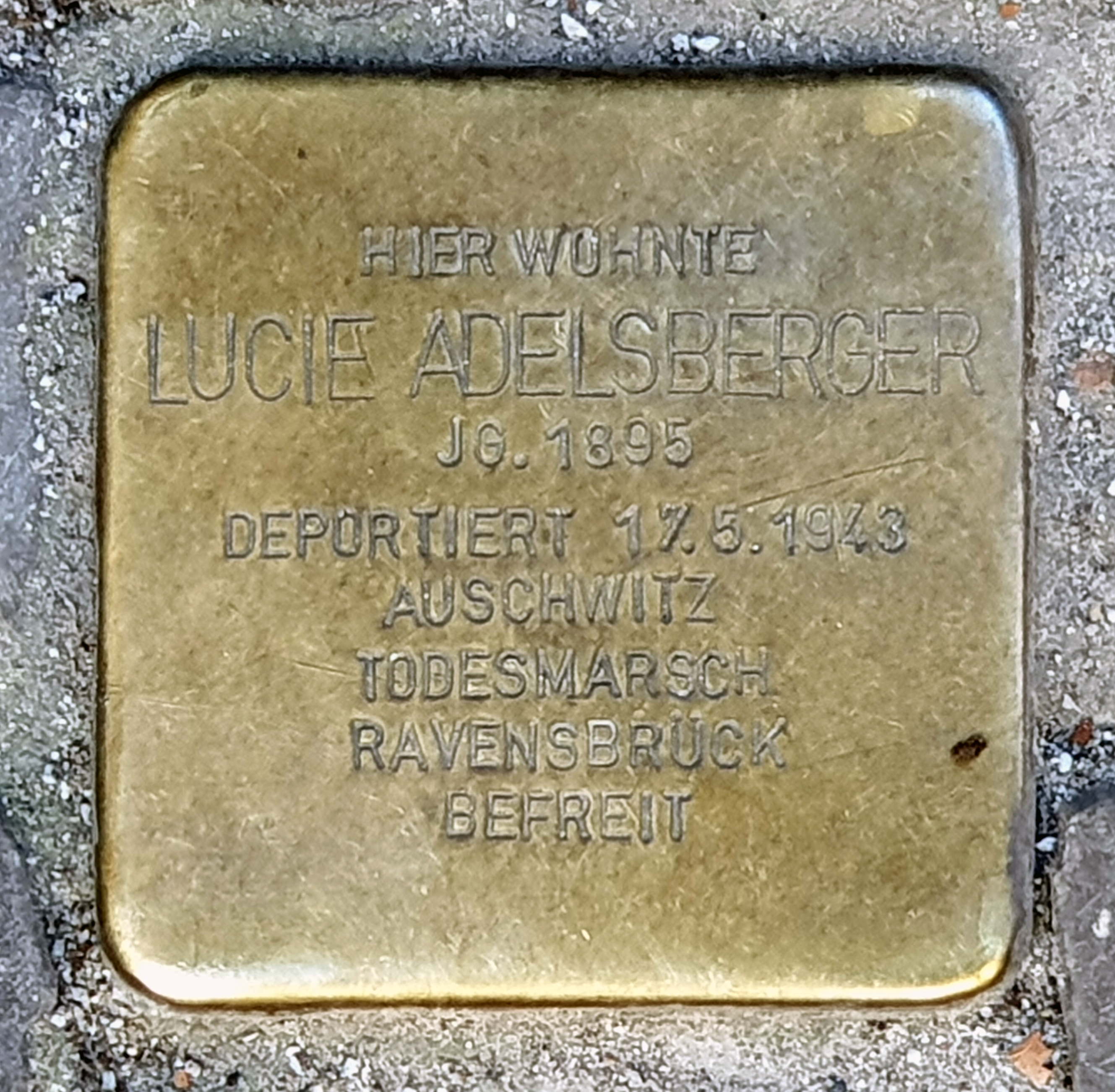
Stolperstein am Haus, Bleibtreustraße 17, in Berlin-Charlottenburg

Lucie Adelsberger war die Tochter des Nürnberger Weinhändlers Isidor Adelsberger und dessen Ehefrau Rosa, geborene Lehmann, und hatte eine jüngere Schwester sowie einen jüngeren Bruder. Sie besuchte neun Jahre lang die Höhere Töchterschule der Stadt und danach für vier Jahre das „Privat-Real-Gymnasium Dr. Uhlemayr“. Ab 1914 begann sie ein Studium der Medizin an der Universität Erlangen, welches sie 1919 abschloss. Anschließend arbeitete sie als Assistenzärztin im Cnopf’schen Kinderspital (heute Cnopfsche Kinderklinik) in Nürnberg, wo sie auch für ihre Dissertation forschte. Sie erhielt ihre Approbation als Ärztin 1920 und wurde 1923 in Erlangen mit ihrer Dissertation Die Verdauungsleukocytose beim Säugling zum Dr. med. promoviert. Von 1921 bis 1923 arbeitete sie in der Kinderabteilung des städtischen Krankenhauses in Berlin-Friedrichshain, von 1924 und 1925 im Berliner Kinder- und Waisenasyl und von 1926 bis 1927 als Konsiliaria bei der Kinder- und Säuglingswohlfahrt in Berlin-Wedding. Ab Mai 1925 fungierte sie als niedergelassene Ärztin und schloss erfolgreich ihre Ausbildung zur Internistin (1925) sowie Pädiaterin (1926) ab. Zudem war Adelsberger als wissenschaftliche Mitarbeiterin am Berliner Robert Koch-Institut (RKI) ab November 1927 tätig, wo sie gemeinsam mit dem Serologen Hans Munter ihren Forschungsschwerpunkt auf die Allergologie in der „Beobachtungsstelle für Überempfindlichkeitsreaktionen“ legte. Bis Dezember 1930 hatte sie im Rahmen ihrer Allergieforschung im RKI und eigener Praxis etwa 1.000 Patienten untersucht. Sie war Autorin zahlreicher wissenschaftlicher Publikationen, Mitglied der Deutschen Gesellschaft für Kinderheilkunde und aktive Teilnehmerin mehrerer medizinischer Kongresse.

## Zeit des Nationalsozialismus
Nach der Machtergreifung durch die Nationalsozialisten endete aufgrund ihrer jüdischen Herkunft bereits am 31. März 1933 ihr Beschäftigungsverhältnis am Robert Koch-Institut. Um einem Ausschluss zuvorzukommen, trat sie aus den medizinischen Fachgesellschaften, in denen sie Mitglied war, aus; so z. B. aus dem Bund Deutscher Ärztinnen, der Vorläuferorganisation des Deutschen Ärztinnenbunds sowie der Deutschen Gesellschaft für Kinderheilkunde, der heutigen Deutschen Gesellschaft für Kinder- und Jugendmedizin. Bis 1938 arbeitete sie als niedergelassene Ärztin in eigener Praxis, die sie jedoch Ende September 1938 schließen musste. Anschließend zog sie mehrmals innerhalb Berlins um, versuchte erfolglos, erneut eine Praxis zu öffnen, und war dann schließlich als Krankenbehandlerin in Charlottenburg tätig. Nach einem zehntägigen Auslandsaufenthalt in den USA an der Harvard University zu wissenschaftlichen Zwecken kehrte sie jedoch im November 1938 nach Berlin zurück. Sie versuchte 1939 erfolglos, mit ihrer pflegebedürftigen Mutter in die USA zu emigrieren. Am 6. Mai 1943, ihre Mutter war wenige Monate zuvor verstorben, wurde Adelsberger verhaftet und in das Sammellager in der Großen Hamburger Straße eingewiesen. Von dort wurde sie am 17. Mai 1943 mit dem 38. Osttransport in das KZ Auschwitz deportiert, wo sie am 19. Mai 1943 ankam. Adelsberger erhielt in Auschwitz die Häftlingsnummer 45.171 und war im KZ Auschwitz-Birkenau im Zigeuner- und Frauenlager als Häftlingsärztin eingesetzt. Sie berichtete später auch über die Lebensumstände der Kinder im Zigeunerlager:

„Die Kinder waren wie die Erwachsenen nur noch Haut und Knochen ohne Muskeln und Fett, und dünne pergamentartige Haut scheuerte sich über den harten Kanten des Skeletts überall durch (…). Aber die Not dieser Würmer schnitt noch mehr ins Herz. Vielleicht, weil die Gesichter alles Kindliche eingebüßt hatten und mit greisenhaften Zügen aus hohlen Augen guckten (…). Krätze bedeckte den unterernährten Körper von oben bis unten und entzog ihm die letzte Kraft. Der Mund war von Noma-Geschwüren zerfressen, die sich in die Tiefe bohrten, die Kiefer aushöhlten und krebsartig die Wangen durchlöcherten (…). Vor Hunger und Durst, Kälte und Schmerzen kamen die Kinder auch nachts nicht zur Ruhe. Ihr Stöhnen schwoll orkanartig an und hallte im ganzen Block wider.“

Nach der Räumung des KZ Auschwitz gelangte sie auf einem Todesmarsch über mehrere Stationen in das KZ Ravensbrück. Nach Verlegung in das Außenlager Neustadt-Glewe wurde sie dort am 2. Mai 1945 durch US-amerikanische Truppen befreit.

„Durch einen irregeleiteten Fanatismus sind aus zivilisierten Menschen Bestien geworden, die nicht nur getötet, sondern mit Lust und Freude gequält und gemordet haben. Ein bißchen Salonantisemitismus, etwas politische und religiöse Gegnerschaft, Ablehnung des politisch Andersdenkenden, an sich ein harmloses Gemengsel, bis ein Wahnsinniger kommt und daraus Dynamit fabriziert. Man kann diese Synthese begreifen, wenn Dinge, wie sie in Auschwitz geschehen sind, in Zukunft verhütet werden sollen. Wenn Haß und Verleumdung leise keimen, dann, schon dann heißt es wach und bereit sein. Das ist das Vermächtnis derer von Auschwitz.“

## Nachkriegszeit
Adelsberger gelangte über das Britische Rote Kreuz als Displaced Person nach Amsterdam, wo sie jedoch als Staatenlose keine Arbeitserlaubnis erhielt. Sie verfasste 1945/46 das Skript Auschwitz. Ein Tatsachenbericht, das 1956 in überarbeiteter Fassung erstmals publiziert wurde. In The Lancet publizierte sie im März 1946 einen Beitrag über die medizinischen Bedingungen im KZ Auschwitz. Im Oktober 1946 emigrierte sie aus den Niederlanden nach New York. Dort war sie von 1947 bis 1949 am Montefiore Hospital, Country Sanatorium, Bedford Hills tätig, erhielt 1949 ihre Medical License (vergleichbar der deutschen Approbation) und war ab August 1949 am Montefiore Hospital wieder wissenschaftlich tätig. Zudem publizierte sie wieder im Bereich Medizin und führte zur Finanzierung ihrer Forschungsaktivitäten eine auf Allergologie spezialisierte Privatpraxis. Adelsberger hatte 1952 einen schwerwiegenden Herzinfarkt, zudem litt sie unter Depressionen. Im Juni 1964 wurde bei ihr Krebs diagnostiziert. Am 2. November 1971 verstarb sie an Brustkrebs. Ihr Grab befindet sich auf dem Friedhof Sharon Gardens, dem jüdischen Teil des Kensico Cemetery, rund 40 Kilometer nördlich des Zentrums von New York City.

## Gedenken
Die Gesellschaft für Pädiatrische Allergologie und Umweltmedizin e. V. hält seit 2015 die Erinnerung an Lucie Adelsberger und ihre Leistungen auf dem Gebiet der Allergieforschung wach, indem sie alljährlich eine nach ihr benannte Ehrenmedaille an Wissenschaftler verleiht, „die sich um die Forschung und Lehre, den Wissenstransfer von der Klinik in die Praxis und die Verbesserung der Situation allergiekranker Kinder und Jugendlicher verdient gemacht haben“.
Am 6. Mai 2022 wurde in der Bleibtreustr. 17, im Berliner Bezirk Charlottenburg, ein Stolperstein für Lucie Adelsberger verlegt. In dem Haus, in dem sie die letzten anderthalb Jahre vor ihrer Deportation nach Auschwitz im Mai 1943 wohnte, hat heute u. a. der Landesverband Berlin-Brandenburg des Ärzteverbands Marburger Bund seinen Sitz.

## Werke
- Eduard Seidler (Hrsg.): Auschwitz: Ein Tatsachenbericht; das Vermächtnis der Opfer für uns Juden und für alle Menschen. Bouvier, Bonn 2001, ISBN 978-3-416-02986-5; 2. Auflage 2005.

## Veröffentlichungen als Medizinerin (Auswahl)
- Die Verdauungsleukocytose des Säuglings. In: Zeitschrift für Kinderheilkunde. Nr. 29, 1921. (Zum Thema siehe Verdauungsleukozytose.)[13]
- Herpes zoster und Varizellen. In: Münchner medizinische Wochenschrift. Nr. 4, 24. Januar 1924. (Zum Thema siehe Herpes Zoster sowie Windpocken.)[14]
- Überempfindlichkeits-Krankheiten, (Theoret. Tl) Aus d. Inst. „Robert Koch“ (Serolog. Abt.: Geh. R. Otto), Verlag Urban & Schwarzenberg, Berlin/Wien 1929
- Alimentäre Allergie, zusammen mit Hans Munter, Aus d. Inst. „Robert Koch“ (Serolog. Abt.), Carl Marhold Verlag, Halle 1934